# Armorial des freguesias de Pombal
- il comporte peu ou pas de sources.
- il reste des blasons à dessiner dans cet armorial.

Cette page donne les armoiries (figures et blasonnements) des freguesias de Pombal. 
| Image | Nom de la commune et blasonnement |
| ----- | --------------------------------- |
|       | Abiul                             |
|       | Albergaria dos Doze               |
|       | Almagreira                        |
|       | Carnide                           |
|       | Carriço                           |
|       | Guia                              |
|       | Ilha                              |
|       | Louriçal                          |
|       | Mata Mourisca                     |
|       | Meirinhas                         |
|       | Pelariga                          |
|       | Pombal                            |
|       | Redinha                           |
|       | Santiago de Litém                 |
|       | São Simão de Litém                |
|       | Vermoil                           |
|       | Vila Cã                           |